# Eglinton Valley
Das Eglinton Valley ist ein Trogtal in der Region Southland auf der Südinsel Neuseelands. Es ist Teil des Fiordland-Nationalparks.

## Geschichte
Als erste erwähnte Europäer erkundeten McKellar und Gunn, Namensgeber des Lake Gunn, das Tal. Der Entdecker James McKerrow benannte das Tal sowie den Fluss und Teile der Berge nach dem Earl of Eglinton. 1935 wurde das Tal durch die Fertigstellung des Te Anau Milford Highway, Teil des heutigen SH 94, infrastrukturell erschlossen. Der Bau des 1954 eröffneten Homer Tunnels verband das Tal mit dem nordwestlich gelegenen Milford Sound/Piopiotahi.

## Geographie
Das Tal liegt zwischen den Earl Mountains im Westen und den Livingstone Mountains im Osten. Es wird vom Eglinton River durchflossen, dessen Westarm am Lake Gunn beginnt, während der Ostarm einem Seitental entspringt. Nach der Vereinigung der Arme mündet der Fluss im Lake Te Anau. Oberhalb des Lake Gunn und des Lake Fergus schließt sich das vom Hollyford River/Whakatipu Kā Tuka durchflossene Hollyford Valley an, vom Eglinton Valley durch den Pass The Divide getrennt.

## Flora & Fauna
Das Department of Conservation setzt sich für bedrohte Tierarten im Tal ein. Dazu zählen neben dem Gelbköpfchen auch Fledermäuse wie Mystacinidae oder die Neuseeland-Lappenfledermaus.

## Tourismus
Durch die Lage zwischen Queenstown und dem Milford Sound/Piopiotahi durchfahren jährlich bis zu 700.000 Menschen das Tal. Bei der Durchreise halten viele bei den Mirror Lakes, Cascade Creek und Knobs Flat. Zudem wurden hier Szenen aus den Herr der Ringe Filmen gedreht.
Der Wanderweg East Eglinton Track führt durch das Seitental des Ostarms des Eglinton River. Nahe dem Nordende des Tals ist zudem der Einstieg in den Routeburn Track, Greenstone Track und Caples Track möglich.